# Carl Frederik Isak Dalgas
Carl Frederik Isak Dalgas (født 13. marts 1787 i Fredericia, død 27. marts 1870) var en dansk landmand. 

## Liv og virke
Faderen, Jean Dalgas, var præst ved den reformerte menighed i Fredericia. Dalgas, der 17 år gammel kom til landbruget, fik sin praktiske uddannelse først hos en holstensk landmand, Valentiner, senere på Tåsinge, hvor generalløjtnant Frederik Juels landbrug med vekselfrugt, brakfrugtavl og staldfodring med rette vakte opsigt. Han fortsatte sin uddannelse på Veterinærskolen i København og afsluttede den med en 2 års studierejse i Tyskland, Schweiz og Frankrig. Da han kom hjem, overtog han på faderens vegne ledelsen af Aldebertsminde ved Vejle. Han blev ejer af gården 1813 og levede der til sin død. 

## Forfatterskab
Han var en intelligent, livlig og energisk mand: fra tidlig morgen til mørkets frembrud var han ved sit landbrug, mens aftentimerne tilbragtes ved skrivebordet. Hans litterære produktion var, både i størrelse og art, omfattende. Han skrev politiske artikler i liberal retning (i de senere år hørte han til Bondevennernes parti) og afhandlinger om næsten alt, hvad der vedrørte landbruget. Gennem oversættelser gjorde han ikke få fremmede forfattere som Krutsch, Schwerz, Martens og andre kendte i Danmark, i selvstændige skrifter behandlede han blandt andet "Hampens Dyrkning" (fra 1812) og "Husdyrenes Behandling" (1831), mens hans "Lærebog i Agerbruget" (1822) blev prisbelønnet af Landhusholdningsselskabet, på hvis opfordring han endvidere forfattede amtsbeskrivelserne over Vejle, Ribe og Svendborg amter. Han havde set og læst en del, skrev livlig og populært, men han var ingen fremragende forfatter, og hans skrifter blev forholdsvis hurtig forældede. Hos sin samtid nød han der imod megen anerkendelse som teoretisk forfatter, og af bønderne var han i en vid kreds agtet og afholdt som deres uegennyttige ven og rådgiver. 